# Chrysocramboides
Chrysocrambus là một chi bướm đêm thuộc họ Crambidae.

## Hình ảnh

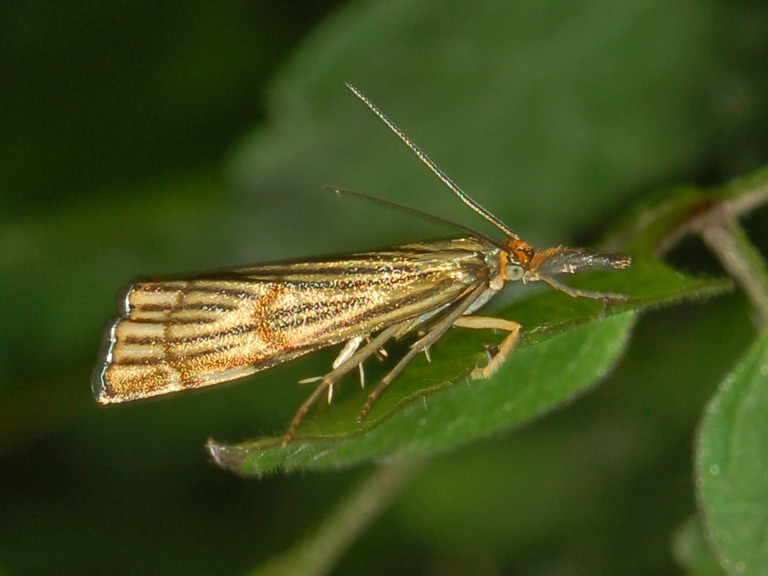